# カーロン・クレメント
カーロン・クレメント（Kerron Clement, 1985年10月31日 - ）は、アメリカ合衆国の陸上競技選手。2008年北京オリンピックの銀メダリスト、2016年リオデジャネイロオリンピックの金メダリストである。トリニダード・トバゴのポートオブスペイン出身。

## 経歴
クレメントは、1998年に家族とともにトリニダード・トバゴからアメリカに移住。テキサス州ラポートの高校に通っていた高校時代から優れたアスリートとして知られており、全米陸上競技連盟が主催するユース選手権では110mハードル、400mハードルの2種目を制したことがある。
クレメントは2004年6月にアメリカの市民権を取得。同年7月に行われた世界ジュニア選手権の400mハードルで48秒51の大会新記録で金メダルを獲得した。さらにこの大会では4×400mリレーにも出場し、3分01秒09の世界ジュニア新記録で2冠を達成した。
フロリダ大学在学中の2005年3月12日には、全米大学室内選手権の400メートル競走で44秒57の室内世界新記録を達成。マイケル・ジョンソンの持っていた44秒63の記録を10年ぶりに更新。さらに、同年の全米選手権の400mハードルでは47秒24の自己新記録、この年の世界ランク1位の記録を達成。ところが、8月に開催されたヘルシンキ（フィンランド）の世界選手権では調子を落とし、4位と惨敗した。しかし、2年後の2007年に大阪で開催された世界選手権では400mハードルで、47秒61のシーズンベストで世界チャンピオンに輝いている。
クレメントは、2008年に400mハードルで北京オリンピックの代表に選ばれると、47秒98で銀メダルを獲得。金メダルのアンジェロ・テイラー、銅メダルのバーショーン・ジャクソンとともにアメリカ勢で表彰台を独占した。4×400mリレーでは予選のメンバーとしてアメリカの金メダル獲得に貢献した。

## 自己ベスト
- 100m - 10秒23 (2007年4月14日)
- 200m - 20秒49 (2007年4月14日)
- 400m - 44秒48 (2007年8月7日)
- 110mハードル - 13秒77 (2002年8月28日)
- 400mハードル - 47秒24 (2005年6月26日)

## 主な実績
| 年   | 大会                               | 場所                       | 種目         | 結果      | 記録      |
| ---- | ---------------------------------- | -------------------------- | ------------ | --------- | --------- |
| 2004 | 世界ジュニア陸上選手権             | グロッセート(イタリア)     | 400mハードル | 1位       | 48秒51    |
| 2004 | 世界ジュニア陸上選手権             | グロッセート(イタリア)     | 4×400mリレー | 1位       | 3分01秒09 |
| 2005 | 世界陸上選手権                     | ヘルシンキ(フィンランド)   | 400mハードル | 4位       | 48秒18    |
| 2006 | IAAF陸上ワールドカップ             | アテネ(ギリシャ)           | 400mハードル | 1位       | 48秒12    |
| 2007 | 世界陸上選手権                     | 大阪(日本)                 | 400mハードル | 1位       | 47秒61    |
| 2007 | 世界陸上選手権                     | 大阪(日本)                 | 4×400mリレー | 1位（sf） | 3分01秒46 |
| 2007 | IAAFワールドアスレチックファイナル | シュトゥットガルト(ドイツ) | 400mハードル | 2位       | 48秒35    |
| 2008 | オリンピック                       | 北京(中国)                 | 400mハードル | 2位       | 47秒98    |
| 2008 | オリンピック                       | 北京(中国)                 | 4×400mリレー | 1位（sf） | 2分59秒98 |
| 2008 | IAAFワールドアスレチックファイナル | シュトゥットガルト(ドイツ) | 400mハードル | 1位       | 48秒96    |
| 2009 | 世界陸上選手権                     | ベルリン(ドイツ)           | 400mハードル | 1位       | 47秒91    |
| 2009 | 世界陸上選手権                     | ベルリン(ドイツ)           | 4×400mリレー | 1位       | 2分57秒86 |
| 2009 | IAAFワールドアスレチックファイナル | テッサロニキ(ギリシャ)     | 400mハードル | 1位       | 48秒11    |
| 2011 | 世界陸上選手権                     | 大邱(大韓民国)             | 400mハードル | 8位（sf） | 52秒11    |
| 2012 | オリンピック                       | ロンドン(イギリス)         | 400mハードル | 8位       | 49秒15    |
| 2013 | 世界陸上選手権                     | モスクワ(ロシア)           | 400mハードル | 8位       | 49秒08    |
| 2015 | パンアメリカン競技大会             | トロント(カナダ)           | 400mハードル | 4位       | 48秒72    |
| 2015 | パンアメリカン競技大会             | トロント(カナダ)           | 4×400mリレー | 3位       | 3分00秒21 |
| 2015 | 世界陸上選手権                     | 北京(中国)                 | 400mハードル | 4位       | 48秒18    |
| 2016 | オリンピック                       | リオデジャネイロ(ブラジル) | 400mハードル | 1位       | 47秒73    |
| 2017 | 世界陸上選手権                     | ロンドン(イギリス)         | 400mハードル | 3位       | 48秒52    |